# بلزا
البلزا (الاسم العلمي: Ochroma) هي جنس من النباتات يتبع فصيلة الخبازية من رتبة الخبازيات.

## أنواع
- بلزا هرمية (الاسم العلمي:Ochroma pyramidale)
- بلزا رجل الأرنب (الاسم العلمي:Ochroma lagopodum)